# Paul Warhurst
Paul Warhurst (Stockport, 26 september 1969) is een Engels oud-voetballer.

## Biografie
Warhurst begon zijn carrière in 1988 bij Oldham Athletic. Drie jaar later werd hij getransfereerd naar Sheffield Wednesday. Aanvankelijk speelde hij in de verdediging, maar doordat een aantal spelers geblesseerd raakten, werd hij als aanvaller ingezet, en met succes. In 1993 scoorde hij voor Wednesday in elke ronde van de FA Cup, tot de finale. Die werd (in de 29e minuut van de verlenging van de replay en dus de absolute slotfase) verloren tegen Arsenal. Verdediger Andy Linighan van Arsenal scoorde met een kopbal uit een hoekschop. Warhurst viel zo op in dat jaar (in twaalf achtereenvolgende wedstrijden scoorde hij), dat hij werd gevraagd voor het Engels voetbalelftal, maar een blessure verhinderde een interlandcarrière.
Later dat jaar vertrok hij naar Blackburn Rovers. Daar beleefde hij het hoogtepunt van zijn loopbaan: in 1995 werd hij landskampioen. Daarna speelde Warhurst voor veel verschillende clubs, waaronder Crystal Palace en Bolton Wanderers FC. Zijn laatste twee seizoenen kwam hij uit voor Barnet FC. In 2007 speelde hij nog één wedstrijd voor Northwich Victoria, zijn vijftiende club, waarna hij zijn loopbaan beëindigde.

## Erelijst
| Competitie       |                  |                  |
| Competitie       | Aantal           | Jaren            |
| Blackburn Rovers | Blackburn Rovers | Blackburn Rovers |
| ---------------- | ---------------- | ---------------- |
| Premier League   | 1×               | 1994/95          |